# 硫硒化物

二甲基硫硒化物

硫硒化物（英语：thioselenide）在有机化学中指含有S-Se键的化合物。它在自然界中比较罕见，可以存在于葱属及烤咖啡中。
在无机化学中，硫硒化物可以指同时含有S2−和Se2−的化合物。

## 拓展阅读
- Amaratunga, Wimal; Milne, John. . Canadian Journal of Chemistry. 1994, 72 (12): 2506–2515. ISSN 0008-4042. doi:10.1139/v94-317.